# Predor 57
Predor 57 je predor, ki so ga zahodnonemški študentje izkopali pod berlinskim zidom, skozi katerega je v noči s 3. na 4. oktober 1964 pobegnilo sedeminpetdeset državljanov Vzhodne Nemčije. Dogodek so opisali kot »najspektakularnejši pobeg v zgodovini Berlinskega zidu«. Predor je poimenovan ravno po tem, da je skozenj pobegnilo 57 ljudi.

## Ozadje
Avgusta 1961 je Vzhodna Nemčija zgradila berlinski zid, da bi s tem preprečila svojim državljanom, da se ne bi še naprej selili v države Zahodne Evrope in ZDA. Erich Honecker, ki je nadziral gradnjo zidu, je stražarjem naročil, da naj streljajo na kogar koli, ki bi poskušal pobegniti čez zid. Kot rezultat tega so stražarji do leta 1964 ubili približno 50 ljudi, ki so poskušali pobegniti. 
Prebivalci vzhodnega Berlina so zato začeli iskati nove možnosti za pobeg v Zahodni Berlin. V prvih mesecih po izgradnji zidu so prebivalci Vzhodnega Berlina bežali na zahod po kanalizacijskih ceveh ali skozi predore podzemne železnice (U-Bahn). Ko so bili ti dostopi zaprti ali zavarovani, so se pojavili prvi predori, vkopani v »mehka in peščena« tla pod Berlinom. Običajno so jih izkopali prebivalci iz Zahodnega Berlina, da bi prebivalcem vzhodnega Berlina pomagali pobegniti. V času obstoja zidu je bilo zgrajenih najmanj enainsedemdeset predorov; zelo malo jih je bilo na koncu v uporabi za pobeg, medtem ko so se mnogi zrušili, kot npr. predor Wollankstraße, in le vsak peti predor je bil uspešen. Ocenjujejo, da je 300 ljudem uspelo prečkati zid na takšen način.  

## Predor 57
Predor 57 je zgradilo približno dvajset študentov s Tehnične univerze v Berlinu, ki so želeli pomagati članom njihovih družin ali družinam prijateljev, da bi se jim pridružili v Zahodnem Berlinu. Gradnja predora se je začela v začetku maja 1964. Njegovo izhodišče je bila klet opuščene pekarne na ulici Bernauer Straße 98 v Zahodnem Berlinu. Stavba, ki se nahaja zelo blizu zidu, je bila vidna vzhodnonemškim stražarjem. Učenci so spremenili svoje gibanje pri delu, da ne bi pritegnili pozornosti. Študenti so nato izkopali dvanajst metrov globoko luknjo in nato pod tlemi 154 metrov dolg predor. Predor je bil izjemno ozek, zato so ga kopali tako, da so ležali v njem. 
Po mesecih dela so študentje pod zemljo prišli pod leseno kočo na notranjem dvorišču Strelitzer Straße 55 v vzhodnem Berlinu. Študentje so obvestili prebivalce, da je predor varen in da lahko vstopijo vanj; v noči s 3. na 4. oktober 1964 so skozi predor pomagali pobegniti sedeminpetdesetim ljudem. Toda naslednjo noč so mejni stražarji po ukazu Stasija, ki ga je opozoril informator, ukrepali. Med glavnimi organizatorji in izvajalci pobega je bil Reinhard Furrer (bodoči astronavt), ki je opazil prihod vzhodnonemških stražarjev. Takoj je opozoril svoje prijatelje. Eden od organizatorjev, Christian Zobel, je sprožil strele na stražarjev. Mladi stražar Egon Schultz je bil zadet v ramo. Stasijev častnik je nato takoj ukazal stražarjem, da naj nemudoma ukrepajo: v temi je Schultza, že ranjenega, pomotoma ustrelil eden od njegovih sodelavcev. Sedeminpetdesetim ljudem je uspelo pobegniti skozi predor z vsemi, ki so jim pomagali vred, medtem ko je bil Schultz odpeljan v bolnišnico, a na je na poti umrl. Christian Zobel je bil do svoje smrti v osemdesetih letih 20. stoletja zmotno psihično obremenjen s krivdo za smrt vzhodnonemškega stražarja.
Smrt mladega stražarja so vzhodnonemške oblasti izkoristile za javno obsodbo »zahodnih agentov«, obtoženih, da so ga umorili. Da ga je pa po nesreči ubil sodelavec, javnosti niso razkrili. Leta 1992 se je po ponovni združitvi Nemčije začela preiskava. Stražar, ki je streljal, je bil oproščen: streljal je po ukazu Stasijevega častnika in v samoobrambi, saj je Zobel streljal prvi. Zobel je bil v času preiskave že pokojen. Leta 2004 so na steni stavbe na Strelitzer Straße 55 odkrili ploščo v spomin na Predor 57 in na Egona Schultza kot žrtev berlinskega zidu.